# O Rei da Noite
Pour plus de détails, voir Fiche technique et Distribution.
O Rei da Noite est un film brésilien réalisé par Héctor Babenco, sorti en 1975.

## Synopsis
Dans les années 40 à São Paulo, un jeune homme a une liaison amoureuse avec les deux filles de la meilleure amie de sa mère.

## Fiche technique
- Titre français : O Rei da Noite
- Réalisation : Héctor Babenco
- Scénario : Héctor Babenco et Orlando Senna
- Pays d'origine : Brésil
- Format : Couleurs - 35 mm
- Genre : drame
- Durée : 97 minutes
- Date de sortie : 1975

## Distribution
- Paulo José : Tertuliano (Tezinho)
- Marília Pêra : Pupe
- Vick Militello : Maria das Graças
- Isadora de Farias : Maria do Socorro
- Cristina Pereira : Maria das Dores
- Yara Amaral : mère de Tezinho
- Márcia Real : Sinhá
- Emilio Fontana : père de Tezinho
- Dorothée Marie Bouvyer : Aninha
- Ivete Bonfá : Agripina